# 理容師

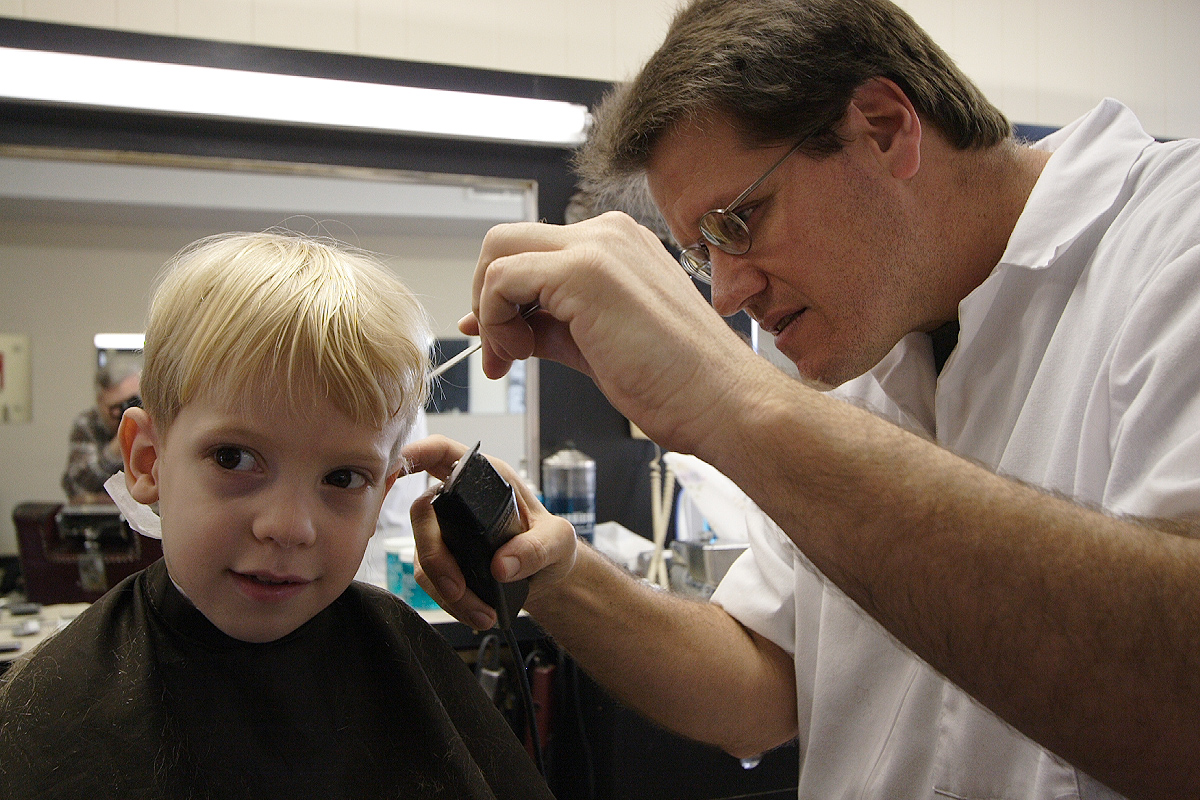
理容師に散髪される少年。

理容師（りようし、英語：barber）とは、髪を切って整えるなどの理容を行う仕事を司る職種である。日本語で、理髪師（りはつし）、床屋 （とこや）とも俗称される。
紀元前においても現代の都市文明社会においても、髪を切る以外に、パーマネントウエーブ、ネイルアート、化粧、染髪、マッサージなどは、理容師の業務範囲に含まれていることが少なくなかった（むろん、時代・地域などによって大きく異なる）が、現代ではこれらの各種サービスにエステティックが加わった。

## 歴史

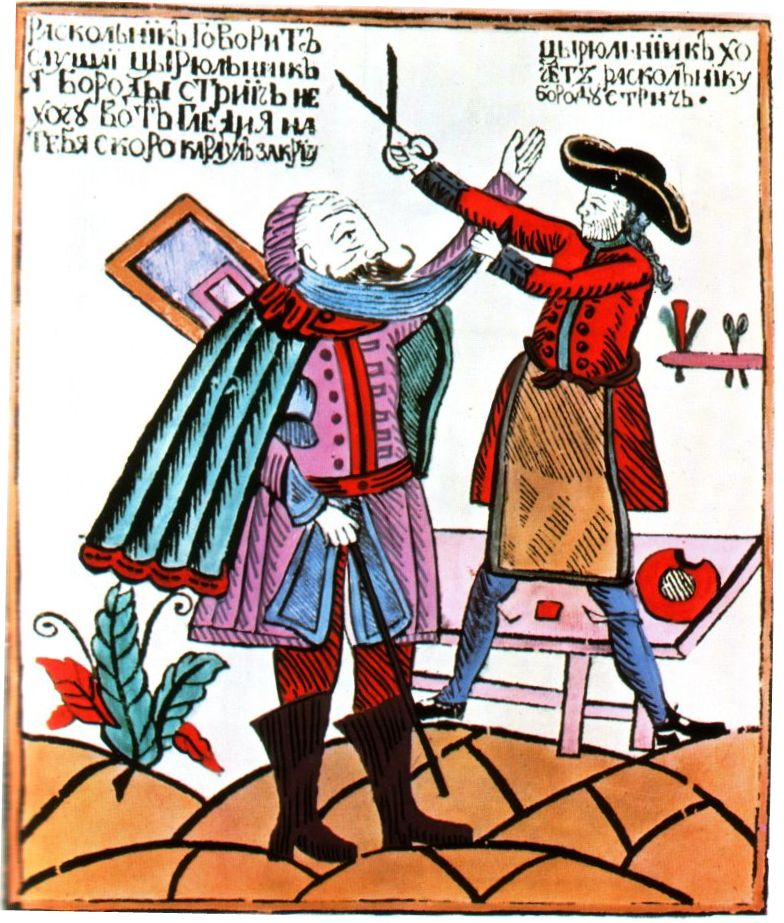
ルボーク 『床屋の髭切り』
17世紀末のロシア帝国にて、勅令に従って“髭刈り”を執行する床屋（理容師。右）と、抵抗の意志を見せながらも応じざるを得ない古儀式派の大貴族（左）を描いた戯画。18世紀初頭の作。

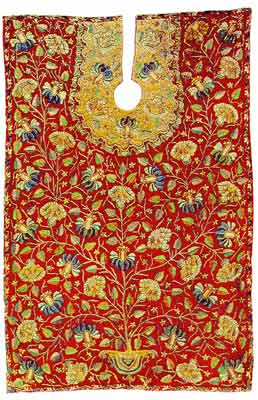
18世紀、オスマン帝国の理容師のエプロン

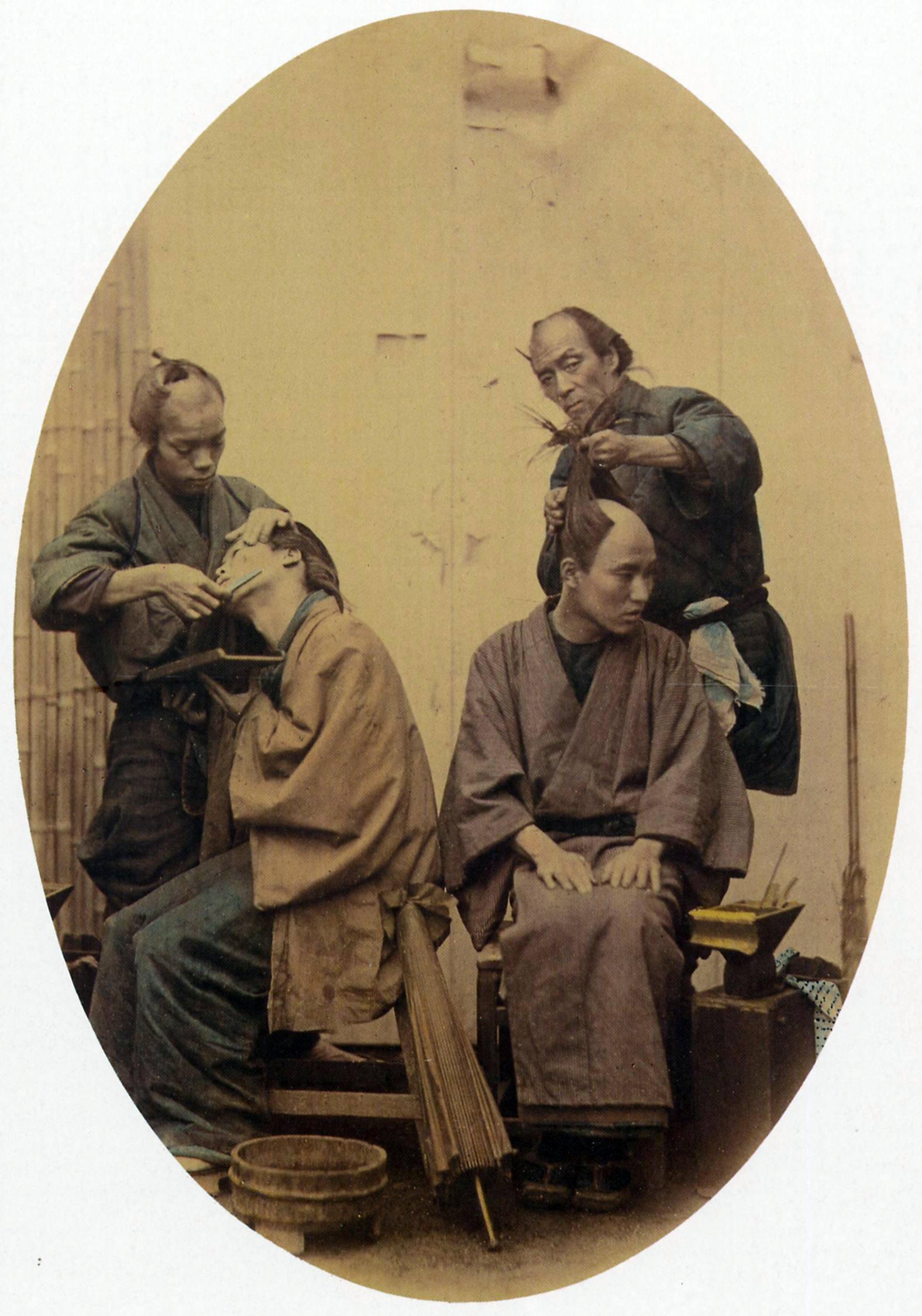
幕末の日本における理容師（髪結い）のポートレート／客の町人2名と髪結い2名。撮影は1850年、フェリーチェ・ベアトによる。

### 先史時代
理容は先史時代からあり、考古遺物としては青銅器時代にあたる紀元前3500年頃の剃刀が発見されている。また、『旧約聖書』「エゼキエル書」にも理容のことが書かれている。

### 古代
釈迦十大弟子の一人であるウパーリは、出家前は釈迦族の理髪師であったことが知られている。
マケドニア人（アレクサンドロス3世（大王）時）に征服される前の古代ギリシアでは、主人の調髪や、頭髪、髭、指の爪などのスタイルを整えていたといわれる。
整髪は、古代ギリシアの植民地で当時の技術的最先端地域であったシチリア島から紀元前296年に共和政ローマに渡り、間もなく人気を博した。古代ローマの自由市民は髭を剃らなければいけなかったが、一方、男性奴隷は髭を伸ばすことと決められていた。朝に公衆浴場と共に理髪師を訪れて身を正すことは習慣となり、また、青年が生まれて初めて髭を剃ること (tonsura) は青年と見なされるための通過儀礼の一部となっていた。ローマ人理髪師の中には裕福になって栄えた者もいたが、そういった者は店先の通りにスツール（椅子）を並べ、クォドランス（当時の硬貨、通貨単位でクォーター）の料金で髭を剃っていた。剃刀による剃髪が嫌いな客には脱毛も行った。
紀元前54年、共和政ローマのガイウス・ユリウス・カエサルが軍を率いてグレートブリテン島に上陸したときには、先住民であるブリトン人は唇の上部以外の顔の髭を剃っていた。　
イングランドでは歴史的に、シェービング（剃髪、髭・髪に関わらず）は法律で義務づけられていた。

### 中世以降
イングランドにおいて、ノルマンディー公ギヨーム2世（イングランド王ウィリアム1世）によるノルマン・コンクエスト（ノルマン征服）の時代には、敵方であり最後のアングロ・サクソン系イングランド王となったハロルド2世とその家来は顎髭（あごひげ）を剃っていた。
中世の欧米諸国では理容師は外科的処置を行う外科医、歯科医師でもあった。
その頃、医学は内科学主流とされていたため、怪我の処置や四肢の切断などに至るまで、理容師がこれを行っていた。「瀉血（血抜き）」、吸角法、ヒル療法、浣腸、抜歯を行った。そのため、彼らは "barber surgeon（理髪外科医）" と呼ばれ、1094年に最初の組合を作った。
イングランドにおける理容師は、イングランド王エドワード4世によって1462年、ギルド（職業組合）として法定化され、外科医はその30年後にギルドができたが、1540年にヘンリー8世により、"The United Barber Surgeons Company"（理髪・外科医組合）として成された。エリザベス1世時には「生活が活発でないことの証明だから」という理由によって2週間以上髭を伸ばした者に税金を課していた。
17 - 18世紀のロシア皇帝ピョートル1世（ピョートル大帝）は、1699年、西洋化改革の始まりを示すべく、ロシア正教上の習慣に逆らって口髭・顎鬚を剃り落とすよう全国民に強要し、違反者には身分上の貴卑の別なく課税した。ロシアの民衆版画であるルボークにもこの様子は描かれている。
ジョージ1世時の1745年、外科医は理容と分けることが法定された。
ロンドンの外科医の組合はジョージ3世時の1800年にイングランド王立外科医師会になった。

### 日本の理容
日本語では、古くは髪結いと言い、江戸時代から明治時代にかけては「理髪業従事者」の総称であった。その後も伝統的日本的髪型の理容と理容師に限っては「髪結い」の呼称は死語とはならず、現在に至っている。また、「髪結い床（かみゆいどこ）」という自分の店を持つ者は床屋とも呼ばれたが、「床屋」は理髪業従事者とその店の俗称となって現在なお通用している。また、力士の髷や役者の鬘を結い上げる職業は床山と呼ばれる。
現代日本の理容師法では「理容を業とする者」をいうと定義されている（理容師法1条の2第2項）。現代日本における国家資格については理美容師を参照のこと。理容師の定義や資格、理容所の設置については、理容師法によって定められている。同法に違反する営業や理容行為については罰則がある。

## 道具
時代の別無く、剃刀とそれに匹敵する刃物を欠かせない地域が多い。はさみ（鋏）の普及後はこれが主たる道具となり、剃刀は少し補助的な道具に変わった。バリカンが普及した地域ではこれも多く用いられる。髪はともかく、産毛の手入れに刃物ではなく紐を使う（紐で毛を挟み込んで引き抜く）地域も少なくない。櫛も多くの場合は欠かせない道具となっている。
鋏は、理容師が握りこむ、離す動作を多く繰り返すため、切れ味もさることながら疲労軽減につながる機能も重視される。手や指の大きさに合わせて握り部分を加工する、刃先から根元まで均一に切れるよう刃をわずかに湾曲させる、中心軸にベアリングを組み込むといったカスタマイズが施された鋏は、手仕事で仕上げられるため10万円を超える価格のものも珍しいものではない。

## 特記事項
- 営業中を示す「サインポール」の由来についてはさまざまな説がある。別項「サインポール」を参照のこと。
- 上記のように、歴史的に頭髪や髭を剃る文化は任意行為でなく、それぞれの民族・文化圏・国家などの法（掟、教義、法律）や信仰などによるところがある。
- バーバーフィッシュ（英語版）（学名：Johnrandallia nigrirostris、英語：barberfish）
スズキ目チョウチョウウオ科の魚で、太平洋東部に分布する。和名と呼べるような呼称は見当たらないが、英語名に準じて「バーバーフィッシュ」と呼ばれるほか、スペイン語名もしくは英語名の意訳で「床屋魚」とも呼ばれ、客の体を綺麗にして帰らせる「床屋（理容師）」に譬えられるにふさわしい生態を持っている。自分より大きな海棲動物（大型の魚類や甲殻類、ウミガメなど）の体表面や口内に着いた寄生虫や汚れ（食べかす、古い組織、傷痕の組織など）を食べて綺麗に掃除する。掃除をしてもらいたい動物はバーバーフィッシュの棲息水域に自ら赴き、バーバーフィッシュが作業をしやすい海底近くをぐるぐると泳ぎ回ったり、海底に留まって過ごす。
- イタリア系アメリカ人のアンソニー・マンチネッリ（Anthony Mancinelli , 1911-2019）は96歳の時に現役最高齢の理容師としてギネス世界記録に認定され、2019年に108歳6ヶ月で死去する2ヶ月前まで現役で理容師を続けた[2][3]。

## 関連する創作作品
- 『セビリアの理髪師』 - フランスの劇作家ボーマルシェによる戯曲、ならびにそれを題材としてジョアキーノ・ロッシーニが作曲したオペラ。
- 『うなぎ』 - 1997年公開の日本映画。今村昌平監督作品。主人公が理容師。
- 『スウィーニー・トッド』 - 19世紀のイギリスミュージカル。ジェームズ・マルコム・ライマーとトーマス・ペケット・プレスト監督作品。主人公がロンドンの理容師でありなから、連続殺人犯としての一面を持つ。
- 『小さくても勝てます』ダイヤモンド社　さかはら あつし著　2016年12月6日。主人公が理容師の大平法正

## 備考
当資格者は、教育職員検定により特別支援学校自立教科助教諭（理容）の臨時免許状が与えられる制度があり、定められた経験、単位修得により普通免許状に移行できる。